# Saint-Dyé-sur-Loire
Saint-Dyé-sur-Loire je francouzská obec v departementu Loir-et-Cher v regionu Centre-Val de Loire. V roce 2012 zde žilo 1 119 obyvatel.

## Sousední obce
Chambord, Maslives, Muides-sur-Loire, Suèvres

## Vývoj počtu obyvatel
Počet obyvatel